# Шангин, Георгий Андреевич
Георгий Андреевич Шангин (род. 21 февраля 1989, Свердловск) — российский хоккеист, защитник.

## Биография
Воспитанник хоккейной школы «Спартаковец» Екатеринбург.
Выступал за команды высшей хоккейной лиги: тверское «Динамо», красноярский «Сокол», а также за самарский ЦСК ВВС.
22 декабря 2011 года состоялся переход в клуб континентальной хоккейной лиги московский «Спартак». Единственный матч провёл 26 февраля против «Автомобилиста». 24 августа 2012 года покинул систему московского клуба и предсезонную подготовку провёл в воронежском «Буране». С 8 октября 2012 года перешёл в курганский клуб «Зауралье». В сезоне 2013/2014 выступал за клуб «Саров». В сезоне 2014/2015 за «Зауралье» и «Ариаду». В сезонах 2015/2016 и 2016/2017 играл команду Дукла (Михаловце) (словац. HK Dukla Ingema Michalovce) из Словакии.
С 2017 года тренер команды «Прогресс» Любительской хоккейной лиги г. Екатеринбурга.